# Lophoziales
Die Lophoziales sind eine Ordnung beblätterter Lebermoose.
Die Ordnung ist rein molekulargenetisch umschrieben, ihre Vertreter besitzen keine morphologischen Merkmale, die sie von den Vertretern anderer Ordnungen abgrenzen. Die Familien wurden früher in eine wesentlich umfangreichere Ordnung Jungermanniales gestellt.
Die Ordnung wird in die Überordnung Jungermanniane innerhalb der Unterklasse Jungermanniidae in der Klasse Jungermanniopsida gestellt. Molekulargenetischen Untersuchungen zufolge gruppieren sich die Familien der Ordnung in zwei Unterordnungen:
- Unterordnung Cephaloziineae
  - Familie Cephaloziaceae
    - Cephalozia bicuspidata
    - Cephalozia catenulata
    - Cephalozia connivens
    - Cephalozia lunulifolia
    - Cladopodiella fluitans
    - Nowellia curvifolia
    - Pleurocladula albescens
    - Odontoschisma denudatum
    - Odontoschisma macounii

  - Familie Cephaloziellaceae
    - Cephaloziella divaricata

  - Familie Jackiellaceae
- Unterordnung Lophoziineae
  - Familie Blepharidophyllaceae
  - Familie Chaetophyllopsaceae
  - Familie Delavayellaceae
  - Familie Lophoziaceae
  - Familie Scapaniaceae